# Duumviri navales
Les Duumviri navales, littéralement « deux hommes pour traiter des affaires navales », étaient deux officiers de la marine élus par le peuple de Rome, assignés à la réparation et à l'équipement de la flotte romaine. Chaque Duumvir navale était assigné à un consul romain, et chacun avait le contrôle de 20 navires,. Il a été suggéré que ces officiers aient été responsables des navires des Socii navales plutôt que de ceux de la flotte romaine. Ce poste fut créé en 311 avant j.-c. par la Lex Dacia, sous l’influence du tribun de la plèbe M. Decius.

## Histoire
Seulement deux opérations de la flotte des Duumviri navales nous sont connues. La première est l'établissement d'une colonie en Corse en 311 avant j.-c., l'autre est leur destruction dans la bataille contre les Tarentins en 282 av. J.-C. Certains historiens pensent qu'ils ont cessé d'exister en 267 av. J.-C., et ont été remplacés par quatre Quaestores classici. D'autres historiens pensent que les Quastores classici ont agi en tant qu'auxiliaires des Duumviri navales et ne les auraient donc pas remplacés.

## Duumviri Navales qui nous sont connus
- Publius Cornelius
- Gaius Matienus[7],[8].